# X Międzynarodowy Konkurs Pianistyczny im. Fryderyka Chopina
X Międzynarodowy Konkurs Pianistyczny im. Fryderyka Chopina (również X Konkurs Chopinowski) – 10. edycja Międzynarodowego Konkursu Pianistycznego im. Fryderyka Chopina, która rozpoczęła się 1 października 1980 w Warszawie. Organizatorem konkursu było Towarzystwo im. Fryderyka Chopina.  

## Charakterystyka konkursu

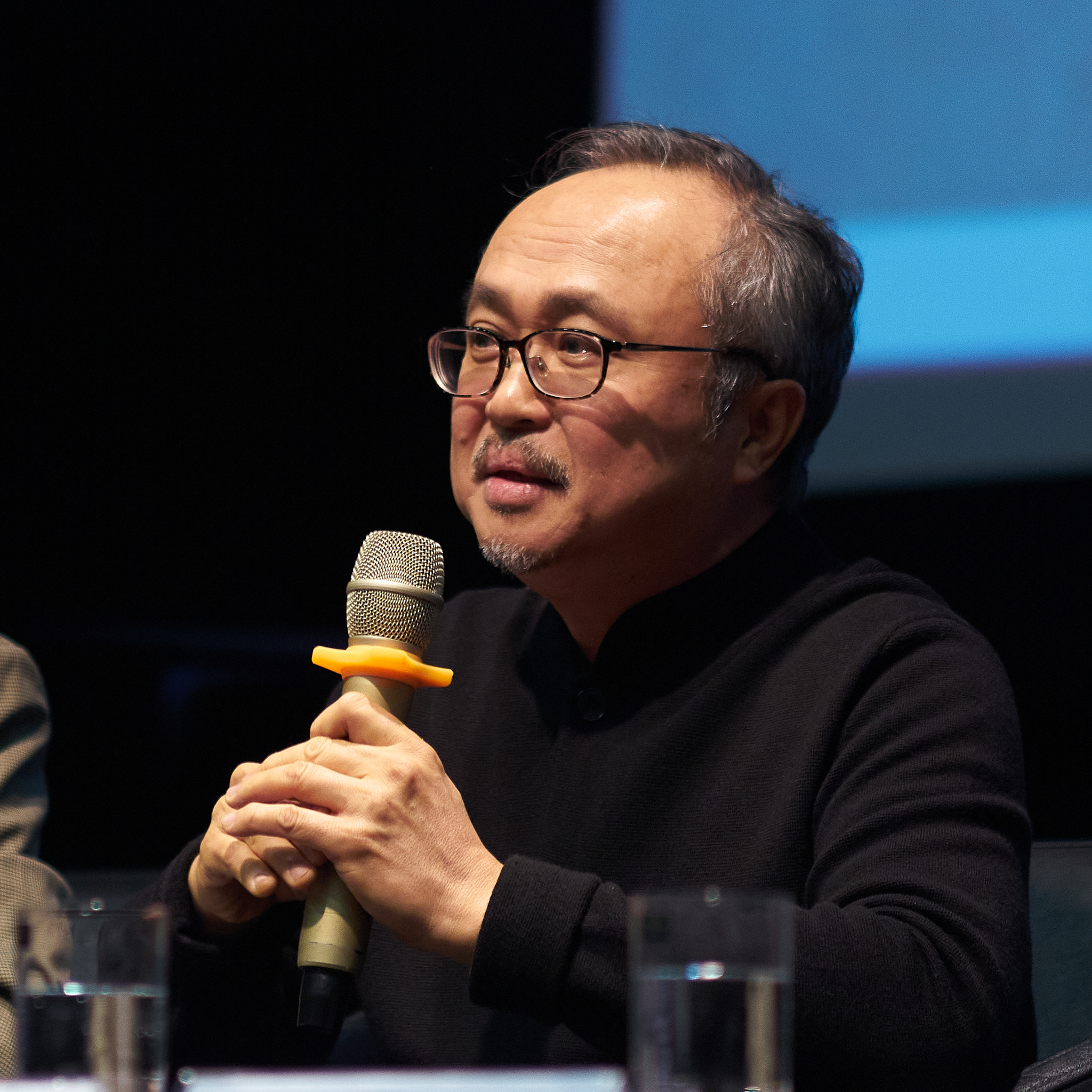
Zwycięzca X Konkursu Chopinowskiego – Wietnamczyk Đặng Thái Sơn (zdjęcie z 2021)

Wzięła w nim udział rekordowa liczba 149 pianistów z 37 krajów (w tym sześciu Polaków: Elżbieta Karaś-Krasztel, Kornelia Ogórek, Ewa Pobłocka, Paweł Skrzypek, Jerzy Sterczyński i Jerzy Tosik-Warszawiak). Najliczniejsze grono pianistów reprezentowało Japonię oraz Stany Zjednoczone. Konkurs odbył się w dniach 1–20 października 1980. Składał się z trzech etapów i finału. Zwyciężył pianista wietnamski Đặng Thái Sơn, który otrzymał również (ex aequo z innymi pianistkami) wszystkie nagrody specjalne. Warto dodać, że zwycięzca zagrał z orkiestrą koncert finałowy po raz pierwszy w swoim życiu. 
Uczestnikiem konkursu, który najmocniej utkwił w pamięci słuchaczy i pozostawał w trakcie konkursu ulubieńcem publiczności był Jugosłowianin Ivo Pogorelić. Nie zdobył on żadnej z głównych nagród, odpadając w trzecim etapie. Konserwatywnie nastawione jury nie dopuściło go do finału, gdyż jego interpretacje były kontrowersyjne, zbytnio odbiegały od kanonu wykonawczego, nie stroniły ponadto od błędów nutowych. 
W trakcie trwania konkursu, 3 października, zmarł jego inicjator, profesor Jerzy Żurawlew. Warto dodać, że z okazji X Konkursu Chopinowskiego, Poczta Polska wydała 2 października znaczek pocztowy o nominale 6,90 zł; projektu Stefana Małeckiego, przedstawiający podobiznę Fryderyka Chopina na tle symbolicznych wierzb.

## Kalendarium
| Kalendarz konkursu    |      |      |      |      |      |      |      |      |      |       |       |       |       |       |       |       |       |       |       |       |
| Faza konkursu         | Data | Data | Data | Data | Data | Data | Data | Data | Data | Data  | Data  | Data  | Data  | Data  | Data  | Data  | Data  | Data  | Data  | Data  |
| Faza konkursu         | 1.10 | 2.10 | 3.10 | 4.10 | 5.10 | 6.10 | 7.10 | 8.10 | 9.10 | 10.10 | 11.10 | 12.10 | 13.10 | 14.10 | 15.10 | 16.10 | 17.10 | 18.10 | 19.10 | 20.10 |
| Koncert inauguracyjny |      |      |      |      |      |      |      |      |      |       |       |       |       |       |       |       |       |       |       |       |
| I etap                |      |      |      |      |      |      |      |      |      |       |       |       |       |       |       |       |       |       |       |       |
| II etap               |      |      |      |      |      |      |      |      |      |       |       |       |       |       |       |       |       |       |       |       |
| III etap              |      |      |      |      |      |      |      |      |      |       |       |       |       |       |       |       |       |       |       |       |
| Finał                 |      |      |      |      |      |      |      |      |      |       |       |       |       |       |       |       |       |       |       |       |
| Koncert laureatów     |      |      |      |      |      |      |      |      |      |       |       |       |       |       |       |       |       |       |       |       |

## Jury
Do konkursowego przebiegu przesłuchań oraz podziału nagród powołano jury, w następującym składzie:
| Skład jury |                         |                   |                         |
| Lp.        | Juror                   | Kraj              | Funkcja                 |
| 1.         | Kazimierz Kord          | Polska            | przewodniczący jury     |
| 2.         | Nikita Magaloff         | Szwajcaria        | wiceprzewodniczący jury |
| 3.         | František Rauch         | Czechosłowacja    | wiceprzewodniczący jury |
| 4.         | Martha Argerich         | Argentyna         | członek jury            |
| 5.         | Paul Badura-Skoda       | Austria           | członek jury            |
| 6.         | Rodolfo Caporali        | Włochy            | członek jury            |
| 7.         | Josep Colom             | Hiszpania         | członek jury            |
| 8.         | Halina Czerny-Stefańska | Polska            | członek jury            |
| 9.         | Siergiej Dorenski       | ZSRR              | członek jury            |
| 10.        | Jan Ekier               | Polska            | członek jury            |
| 11.        | Liuba Enczewa           | Bułgaria          | członek jury            |
| 12.        | Rudolf Fischer          | NRD               | członek jury            |
| 13.        | Lidia Grychtołówna      | Polska            | członek jury            |
| 14.        | Iving Heller            | Kanada            | członek jury            |
| 15.        | Rex Hobcroft            | Australia         | członek jury            |
| 16.        | Ludwig Hoffmann         | RFN               | członek jury            |
| 17.        | Andrzej Jasiński        | Polska            | członek jury            |
| 18.        | Geneviève Joy           | Francja           | członek jury            |
| 19.        | Louis Kentner           | Wielka Brytania   | członek jury            |
| 20.        | Eugene List             | Stany Zjednoczone | członek jury            |
| 21.        | Regina Smendzianka      | Polska            | członek jury            |
| 22.        | Péter Solymos           | Węgry             | członek jury            |
| 23.        | Zbigniew Śliwiński      | Polska            | członek jury            |
| 24.        | Kazuko Yasukawa         | Japonia           | członek jury            |
| 25.        | Tadeusz Żmudziński      | Polska            | członek jury            |

Warto dodać, że w przebiegu prac jury swój udział wycofali po I etapie Louis Kentner, a po III etapie Martha Argerich i Nikita Magaloff. Powodem opuszczenia jury przez Louisa Kentnera było niedopuszczenie do przesłuchań II etapu żadnego z jego uczniów z Wielkiej Brytanii, przy jednoczesnym udziale w dalszym przebiegu Konkursu kontrowersyjnego jugosłowiańskiego pianisty Ivo Pogorelica. Ivo Pogorelić stał się również powodem wycofania kolejnych jurorów. Argerich i Magaloff kwestionowali bowiem jego niedopuszczenie do finału. Przewodniczący jury Kazimierz Kord tak skomentował te wydarzenia:

W jury zasiadały 24 osoby o różnych orientacjach estetycznych, pochodzące z różnych stref kulturowych, lecz posiadające jedną wspólną cechę: byli to wybitni artyści i pedagodzy. W imię obiektywizmu ferowanych ocen, powołuje się grono wybitnych ludzi, do których trzeba mieć zaufanie. Zresztą liczebność jury warszawskiego konkursu przewyższa większość innych podobnych imprez. System punktowania, a zwłaszcza końcowy jego rezultat, na pewno nie może wszystkich zadowolić, ale przecież jest to jakaś wypadkowa wszystkich ocen uzyskanych w toku eliminacji przez kandydata. W sytuacji, kiedy cyframi się określa grę, jakość działania artystycznego, zawsze możliwe są niedoskonałości oceny. Niefortunne wystąpienie Marthy Argerich należy uznać za naruszenie przyjętych przez cały zespół jurorów reguł lojalności i wspólnej odpowiedzialności. Nie chodzi, oczywiście, o jej stanowisko wobec sprawy Pogorelica, lecz o sposób wypowiedzi przed kamerami TV. Ten sam Pogorelić był też bezpośrednim powodem wcześniejszego wyjazdu z Warszawy Louisa Kentnera. W przeciwieństwie jednak do argentyńskiej pianistki angielski juror oświadczył, że obecność Jugosłowianina w II etapie, przy jednoczesnym całkowitym wyeliminowaniu po I etapie wszystkich jego uczniów z Wielkiej Brytanii, dowodzi zbyt dużej rozbieżności poglądów między nim a pozostałą większością jury. Ja sam jako juror, uważam Ivo Pogorelica za bardzo ciekawą osobowość, o czym świadczy zaproponowanie mu recitalu w Filharmonii Narodowej.

### Zasady oceny pianistów
Jury oceniało sztukę interpretacyjną każdego z uczestników przy pomocy punktów od 1 do 25. Ocenę: (średnią arytmetyczną) obliczano w taki sam sposób jak w poprzednim IX Konkursie Chopinowskim, analogicznie ustalano również listę osób zakwalifikowanych do następnych etapów. Wyniki II etapu ustalano na podstawie średniej arytmetycznej ocen uzyskanych tylko w tym etapie. Wyniki III etapu - na podstawie sumy średnich arytmetycznych ocen uzyskanych w II i III etapie. Po zakończeniu finału dyrektor konkursu przedstawił jury sumy średnich arytmetycznych ocen uzyskanych przez uczestników finału we wszystkich etapach i finale, po czym podjęto decyzję w sprawie rozdziału nagród. Dla zdobycia I nagrody konieczne było uzyskanie przez uczestnika minimum 66 punktów. 
Poczynając od tego konkursu oddzielnie punktowano nie tylko wykonanie poloneza i mazurków, lecz także interpretację koncertu w finale, za którą również przyznano nagrodę specjalną.

## Konkurs

### Koncert inauguracyjny
1 października w sali Filharmonii Narodowej został zainaugurowany X Konkurs Chopinowski uroczystym koncertem Orkiestry Symfonicznej i Chóru Filharmonii Narodowej pod dyrekcją Kazimierza Korda. Solistką koncertu była wybitna pianistka i jednocześnie jurorka konkursu Martha Argerich.

### I etap
Przesłuchania konkursowe I etapu odbyły się w dniach (2–7 października) w dwóch sesjach przedpołudniowej i popołudniowej w kolejności alfabetycznej, począwszy od wylosowanej wcześniej litery „S”. Jako pierwszy wystąpił w tym etapie Anglik, Paul Searle-Barnes. Pianiści w tym etapie mieli do wykonania program przewidziany regulaminem, występując w czasie około 20 minut, grając z pamięci wybrane etiudy, nokturny i jedno z czterech scherz. Po zakończeniu przesłuchań tego etapu zebrało się jury celem wyłonienia pianistów zakwalifikowanych do kolejnego etapu.

### II etap
Po zakończeniu obrad jury 8 października jego przewodniczący Kazimierz Kord ogłosił listę 42 pianistów z 15 krajów (w tym 5 Polaków) dopuszczonych do przesłuchań tego etapu. Podobnie jak w poprzednim etapie pianiści występowali kolejno w dniach (9–13 października) w dwóch sesjach przedpołudniowej i popołudniowej. 
| Lp. | Uczestnik         | Kraj      |
| 1.  | Eliane Rodrigues  | Brazylia  |
| 2.  | Emma Tachmizjan   |           |
| 3.  | Chen Hung-kuan    |           |
| 4.  | Su Chen-chen      |           |
| 5.  | Zhao Wei          |           |
| 6.  | Liu Yi-fan        |           |
| 7.  | Wu Ying           |           |
| 8.  | Wang Yy           |           |
| 9.  | Erik Berchot      | Francja   |
| 10. | Bernard D'Ascoli  | Francja   |
| 11. | Erik Davoust      | Francja   |
| 12. | Jean-Marc Luisada | Francja   |
| 13. | Ana Guijarro      | Hiszpania |
| 14. | Rikako Akatsu     | Japonia   |

| Lp. | Uczestnik               | Kraj    |
| 15. | Akiko Ebi               | Japonia |
| 16. | Ayami Ikeba             | Japonia |
| 17. | Kyoto Ito               | Japonia |
| 18. | Masashi Kawasome        | Japonia |
| 19. | Rinko Kobayashi         | Japonia |
| 20. | Momoko Nishino          | Japonia |
| 21. | Yukiko Takahashi        | Japonia |
| 22. | Hitoko Yamada           | Japonia |
| 23. | Ivo Pogorelić           |         |
| 24. | Douglas Finch           | Kanada  |
| 25. | Angela Hewitt           | Kanada  |
| 26. | Catherine Vickers       | Kanada  |
| 27. | Elżbieta Karaś-Krasztel | Polska  |
| 28. | Ewa Pobłocka            | Polska  |

| Lp. | Uczestnik              | Kraj              |
| 29. | Paweł Skrzypek         | Polska            |
| 30. | Jerzy Sterczyński      | Polska            |
| 31. | Jerzy Tosik-Warszawiak | Polska            |
| 32. | Alexander Lonquich     |                   |
| 33. | Dan Atanasiu           |                   |
| 34. | Jeffrey Kahane         | Stany Zjednoczone |
| 35. | Kevin Kenner           | Stany Zjednoczone |
| 36. | Edward Newman          | Stany Zjednoczone |
| 37. | Willliam Wolfram       | Stany Zjednoczone |
| 38. | Endre Hegedűs          |                   |
| 39. | Đặng Thái Sơn          | Wietnam           |
| 40. | Arutiun Papazjan       |                   |
| 41. | Irina Pietrowa         |                   |
| 42. | Tatiana Szebanowa      |                   |

| Lp. | Uczestnik         | Kraj      |
| 1.  | Eliane Rodrigues  | Brazylia  |
| 2.  | Emma Tachmizjan   |           |
| 3.  | Chen Hung-kuan    |           |
| 4.  | Su Chen-chen      |           |
| 5.  | Zhao Wei          |           |
| 6.  | Liu Yi-fan        |           |
| 7.  | Wu Ying           |           |
| 8.  | Wang Yy           |           |
| 9.  | Erik Berchot      | Francja   |
| 10. | Bernard D'Ascoli  | Francja   |
| 11. | Erik Davoust      | Francja   |
| 12. | Jean-Marc Luisada | Francja   |
| 13. | Ana Guijarro      | Hiszpania |
| 14. | Rikako Akatsu     | Japonia   |

| Lp. | Uczestnik               | Kraj    |
| 15. | Akiko Ebi               | Japonia |
| 16. | Ayami Ikeba             | Japonia |
| 17. | Kyoto Ito               | Japonia |
| 18. | Masashi Kawasome        | Japonia |
| 19. | Rinko Kobayashi         | Japonia |
| 20. | Momoko Nishino          | Japonia |
| 21. | Yukiko Takahashi        | Japonia |
| 22. | Hitoko Yamada           | Japonia |
| 23. | Ivo Pogorelić           |         |
| 24. | Douglas Finch           | Kanada  |
| 25. | Angela Hewitt           | Kanada  |
| 26. | Catherine Vickers       | Kanada  |
| 27. | Elżbieta Karaś-Krasztel | Polska  |
| 28. | Ewa Pobłocka            | Polska  |

| Lp. | Uczestnik              | Kraj              |
| 29. | Paweł Skrzypek         | Polska            |
| 30. | Jerzy Sterczyński      | Polska            |
| 31. | Jerzy Tosik-Warszawiak | Polska            |
| 32. | Alexander Lonquich     |                   |
| 33. | Dan Atanasiu           |                   |
| 34. | Jeffrey Kahane         | Stany Zjednoczone |
| 35. | Kevin Kenner           | Stany Zjednoczone |
| 36. | Edward Newman          | Stany Zjednoczone |
| 37. | Willliam Wolfram       | Stany Zjednoczone |
| 38. | Endre Hegedűs          |                   |
| 39. | Đặng Thái Sơn          | Wietnam           |
| 40. | Arutiun Papazjan       |                   |
| 41. | Irina Pietrowa         |                   |
| 42. | Tatiana Szebanowa      |                   |

### III etap
14 października jury ogłosiło listę 15 pianistów z 11 krajów dopuszczonych do przesłuchań III etapu (w tym jedynej Polki Ewy Pobłockiej). Etap trwał przez dwa dni (15–16 października), a pianiści mieli do wykonania program składający się z trzech lub czterech mazurków i jednej z dwóch sonat.
| Lp. | Uczestnik          | Kraj              |
| 1.  | Chen Hung-kuan     | Chińskie Tajpej   |
| 2.  | Erik Berchot       | Francja           |
| 3.  | Bernard D'Ascoli   | Francja           |
| 4.  | Akiko Ebi          | Japonia           |
| 5.  | Ivo Pogorelić      | Jugosławia        |
| 6.  | Angela Hewitt      | Kanada            |
| 7.  | Ewa Pobłocka       | Polska            |
| 8.  | Alexander Lonquich | RFN               |
| 9.  | Dan Atanasiu       | Rumunia           |
| 10. | Kevin Kenner       | Stany Zjednoczone |
| 11. | Willliam Wolfram   | Stany Zjednoczone |
| 12. | Đặng Thái Sơn      | Wietnam           |
| 13. | Arutiun Papazjan   | ZSRR              |
| 14. | Irina Pietrowa     | ZSRR              |
| 15. | Tatiana Szebanowa  | ZSRR              |

| Lp. | Uczestnik          | Kraj              |
| 1.  | Chen Hung-kuan     | Chińskie Tajpej   |
| 2.  | Erik Berchot       | Francja           |
| 3.  | Bernard D'Ascoli   | Francja           |
| 4.  | Akiko Ebi          | Japonia           |
| 5.  | Ivo Pogorelić      | Jugosławia        |
| 6.  | Angela Hewitt      | Kanada            |
| 7.  | Ewa Pobłocka       | Polska            |
| 8.  | Alexander Lonquich | RFN               |
| 9.  | Dan Atanasiu       | Rumunia           |
| 10. | Kevin Kenner       | Stany Zjednoczone |
| 11. | Willliam Wolfram   | Stany Zjednoczone |
| 12. | Đặng Thái Sơn      | Wietnam           |
| 13. | Arutiun Papazjan   | ZSRR              |
| 14. | Irina Pietrowa     | ZSRR              |
| 15. | Tatiana Szebanowa  | ZSRR              |

### Finał
Po wysłuchaniu wszystkich uczestników trzeciego etapu jury dopuściło werdyktem ogłoszonym 17 października, 7 pianistów do występów finałowych, w tym Polkę Ewę Pobłocką. Warto dodać, że podanie składu finałowego pianistów i brak na niej Jugosłowianina Ivo Pogorelica, wywołało wiele kontrowersyjnych komentarzy. Na znak protestu wycofała swój dalszy udział w przebiegu przesłuchań finałowych Martha Argerich, jak również kolejny juror Nikita Magaloff. Martha Argerich oświadczyła wówczas dziennikarzom tak swoje stanowisko wobec tej kwestii:

Tego rodzaju werdykt obniża prestiż i rangę imprezy. Stawia on zarazem pod znakiem zapytania mój dalszy udział w pracach jury.

Pianiści w finale mieli do wyboru wykonanie jednego z Koncertów fortepianowych Fryderyka Chopina: (f-moll op. 21 lub e-moll op. 11) wraz z towarzyszącą im Orkiestrą Symfoniczną Filharmonii Narodowej pod batutą Tadeusza Strugały. Przesłuchania finałowe zakończył Francuz Erik Berchot.
| Lp. | Finalista         | Kraj    |
| 1.  | Erik Berchot      | Francja |
| 2.  | Akiko Ebi         | Japonia |
| 3.  | Ewa Pobłocka      | Polska  |
| 4.  | Đặng Thái Sơn     | Wietnam |
| 5.  | Arutiun Papazjan  | ZSRR    |
| 6.  | Irina Pietrowa    | ZSRR    |
| 7.  | Tatiana Szebanowa | ZSRR    |

| Lp. | Finalista         | Kraj    |
| 1.  | Erik Berchot      | Francja |
| 2.  | Akiko Ebi         | Japonia |
| 3.  | Ewa Pobłocka      | Polska  |
| 4.  | Đặng Thái Sơn     | Wietnam |
| 5.  | Arutiun Papazjan  | ZSRR    |
| 6.  | Irina Pietrowa    | ZSRR    |
| 7.  | Tatiana Szebanowa | ZSRR    |

## Nagrody i wyróżnienia
Zdobywcy trzech pierwszych miejsc zostali uhonorowani medalami. Wszyscy finaliści otrzymali stosownie do zajętego miejsca bądź wyróżnienia odpowiednią nagrodę finansową. Zgodnie z regulaminem nagrodzeni zobowiązani byli do udziału w kończącym konkurs, koncercie laureatów. 
| Nagrody główne                                                                   |                    |                   |                                   |
| Nagroda                                                                          | Laureat            | Kraj              | Fundator nagrody                  |
| złoto                                                                            | Đặng Thái Sơn      | Wietnam           | Minister Kultury i Sztuki         |
| srebro                                                                           | Tatiana Szebanowa  | ZSRR              | Minister Kultury i Sztuki         |
| brąz                                                                             | Arutiun Papazjan   | ZSRR              | Minister Kultury i Sztuki         |
| 4                                                                                | Nie przyznano      |                   | Minister Kultury i Sztuki         |
| 5                                                                                | Akiko Ebi          | Japonia           | Minister Kultury i Sztuki         |
| 5                                                                                | Ewa Pobłocka       | Polska            | Minister Kultury i Sztuki         |
| 6                                                                                | Erik Berchot       | Francja           | Minister Kultury i Sztuki         |
| 6                                                                                | Irina Pietrowa     | ZSRR              | Minister Kultury i Sztuki         |
| Wyróżnienia                                                                      |                    |                   |                                   |
| Wyróżniony                                                                       | Wyróżniony         | Kraj              | Fundator nagrody                  |
| Dan Atanasiu                                                                     | Dan Atanasiu       | Rumunia           | Minister Kultury i Sztuki         |
| Bernard D'Ascoli                                                                 | Bernard D'Ascoli   | Francja           | Minister Kultury i Sztuki         |
| Angela Hewitt                                                                    | Angela Hewitt      | Kanada            | Minister Kultury i Sztuki         |
| Chen Hung-kuan                                                                   | Chen Hung-kuan     | Chińskie Tajpej   | Minister Kultury i Sztuki         |
| Kevin Kenner                                                                     | Kevin Kenner       | Stany Zjednoczone | Minister Kultury i Sztuki         |
| Alexander Lonquich                                                               | Alexander Lonquich | RFN               | Minister Kultury i Sztuki         |
| Ivo Pogorelić                                                                    | Ivo Pogorelić      | Jugosławia        | Minister Kultury i Sztuki         |
| Willliam Wolfram                                                                 | Willliam Wolfram   | Stany Zjednoczone | Minister Kultury i Sztuki         |
| Nagrody Specjalne                                                                |                    |                   |                                   |
| Nagroda                                                                          | Nagrodzony         | Kraj              | Fundator nagrody                  |
| Najlepsze wykonanie poloneza                                                     | Đặng Thái Sơn      | Wietnam           | Towarzystwo im. Fryderyka Chopina |
| Najlepsze wykonanie poloneza                                                     | Tatiana Szebanowa  | ZSRR              | Towarzystwo im. Fryderyka Chopina |
| Najlepsze wykonanie mazurków                                                     | Đặng Thái Sơn      | Wietnam           | Polskie Radio                     |
| Najlepsze wykonanie mazurków                                                     | Ewa Pobłocka       | Polska            | Polskie Radio                     |
| Najlepsze wykonanie koncertu                                                     | Đặng Thái Sơn      | Wietnam           | Filharmonia Narodowa              |
| Najlepsze wykonanie koncertu                                                     | Tatiana Szebanowa  | ZSRR              | Filharmonia Narodowa              |
| Nagroda dla najbardziej utalentowanego pianisty oraz oryginalnego interpretatora | Ivo Pogorelić      | Jugosławia        | Stefania Woytowicz                |

Najbardziej kontrowersyjny pianista X Konkursu Chopinowskiego Jugosłowianin Ivo Pogorelić tak skomentował swój udział w konkursie:

Celem udziału w konkursie nie było zdobycie nagrody, lecz zademonstrowanie nowego, odmiennego od tradycji sposobu interpretacji muzyki wielkiego kompozytora. To nie ja poniosłem stratę, lecz publiczność, konkurs – którego rangę obniżono i sam Chopin, którego dzieło pozbawiono możliwości innego ujęcia. Zresztą mój Chopin nie jest ekstrawagancki, wypaczony czy nawet zubożony. To co gram jest absolutnie zgodne z tekstem nutowym, przy czym wydobywam z tej muzyki więcej, niż dotychczas to się udawało innym.